# 匡国政
匡国政（1247年—14世纪？），邳州人，元朝官员。
匡国政是沂、邳、東河元帥匡才和高氏的儿子，1252年（壬子）南宋軍北伐，匡才战死，这时候，匡国政年仅六岁。南宋軍攻来，高氏和匡国政失散，高氏冒死从乱尸中找到儿子，得以安然无恙。1262年（中統三年），李璮叛蒙，南宋軍出兵攻克邳州，匡国政母子被俘，住在淮安。
1276年（至元十三年）元朝克南宋临安府，匡国政率属下三百户回到北方，跟随行枢密院别乞烈迷失入觐，忽必烈赐宴便殿，赏衣靴，授任他为承事郎、扬子县丞。后来官至睢州判官，虞城县尹。为官廉惠。高氏五十岁时得病匡国政为她求药治愈，最終高氏活到八十九岁去世。他庐墓三年，有司上奏，表所居为贞孝里。当地人称道他家「父亲死忠義，母亲守貞節，儿子尽孝行。做到一点都很難，何况全部做到」。